# Frédérique Loutz
Frédérique Loutz, née en 1974 à Sarreguemines en Moselle, est une plasticienne contemporaine française.

## Biographie
Pensionnaire de la villa Médicis à Rome en 2006-2007, Frédérique Loutz était résidente au Centre international d'art verrier de Meisenthal et au château de Chambord en 2013.
Elle vit et travaille en France, et enseigne à École nationale supérieure des beaux-arts de Paris.
Son travail est présent dans de nombreuses collections publiques et privées en France et à l’étranger ; il est représenté depuis 2004 par la galerie Claudine Papillon. De nombreuses éditions ont été réalisées avec Tabor Presse à Berlin et Michael Woolworth Publications à Paris.

## Expositions

### Expositions personnelles
- 2014 : Work in Glass, R+1, Galerie Claudine Papillon, Paris
- 2013 : 
  - Ut pictura poesis, Centre international de poésie Marseille
  - Coup(o)les, Château de Chambord, Chambord
- 2012 : Idiomes, Galerie Claudine Papillon, Paris
- 2011 : Anders et autres, Atelier Michael Woolworth, Paris
- 2010 :
  - La retour de Jau, villa Emerige, Paris
  - Bal à Jau, château de Jau, Roussillon-Languedoc
  - Loutz's works im Kunstfreunde loft, Kunstfreunde loft, Berlin Allemagne
- 2009 : 
  - FEDERation, galerie Jordan-Seydoux, Berlin Allemagne
  - Vit et bien, Galerie Claudine Papillon, Paris
- 2008 :
  - Fèdre et le vilain petit Icare, Ambassade de France, Berlin Allemagne
  - Gallery Frissiras, Athènes Grèce
- 2007 : Hänsel & Brätsel, Galerie Claudine Papillon, Paris
- 2005 :
  - Aquarelles, Galerie Claudine Papillon, Paris
  - Le fruit de la rencontre, musée Raymond Lafage, Lisle-sur-Tarn
- 2002 : Juste, pour voir – Dessin(s), Galerie des Études, ENAD, musée départemental de la Tapisserie, Aubusson
- 2001 : Galerie du Théâtre Ruteboeuf, Clichy
- 2000 : Bitcherland, Galerie du Haut-Pavé, Paris

### Expositions collectives
- 2018 : « Autofiktionen, Zeichnung der Gegenwart », Wilhelm-Hack-Museum, Ludwigshafen, Allemagne
- 2015 :
  - « Un dessein de dessins ». FRAC Auvergne. Clermont-Ferrand
- 2013 :
  - « Donation Florence et Daniel Guerlain », Centre Pompidou, Paris
  - « De leur temps », centre d‘art Le Hangar à Bananes, Nantes
  - « Au delà de mes rêves! », Monastère Royal de Brou et Hôtel Marron de Meillonnas, Bourg-en-Bresse
  - « Hic Sunt Leones », Cutlog, New York
  - « Drawing now », Paris
- 2012 :
  - « FIAC », Galerie Claudine Papillon, Paris
  - « The Hidden Mother », Atelier Rouart, Paris
  - « Parcours d‘art en vallée du Lot », Calvignac et Saint-Cirq-Lapopie
  - « Lever une Carte », Maison des Arts Georges Pompidou, Cajarc
  - « La belle peinture est derrière nous », Lieu Unique, Nantes
  - « Drawing Now, Le salon du dessin contemporain », Galerie Claudine Papillon, Galerie Katz Contemporary, Carrousel du Louvre, Paris
- 2011 :
  - « Foire du Livre de Frankfort », Tabor Presse, Francfort
  - « Tous cannibales », ME Collectors Room, Berlin
  - « Drawing Now Paris, Le salon du dessin contemporain », Galerie Claudine Papillon, Carrousel du Louvre, Paris
  - « Slick Paris / Dessins Exquis » 40, rue de Richelieu 75001 Paris
  - « Tous cannibales », La maison rouge, Paris
  - « Féminin pluriel », FRAC Picardie, Amiens
  - « Help ! Au profit des victimes du Japon », Galerie Premier regard, Paris
  - « Selina Baumann, Frédérique Loutz, Sandra Vasquez de la Horra », Galerie Katz Contemporary, Zurich
- 2010 :
  - « La belle peinture est derrière nous », Istanbul
  - « Éditions/Artists´Books Fair », New York
  - « Art en Édition », Espace topographie de l'art, Paris
  - « FIAC », Galerie Claudine Papillon, Paris
  - « Les 20 ans de la Maison d’Art Contemporain Chaillioux », Fresnes
  - « Collection Florence & Daniel Guerlain », dessins contemporains, musée des beaux-arts et d'archéologie de Besançon
  - « Drawing Time / Le temps du dessin », musée des beaux-arts de Nancy / Galeries Poirel
  - « Naked Truth », Frissiras Museum, Athènes
  - « Hortus Medicus », Schloss Bodenburg, Kunstverein Bad Salzdetfurth
  - « elles@centre pompidou », Paris
  - « oursecondhome », Berlin
- 2009 :
  - « FIAC », Galerie Claudine Papillon, Paris
  - POCTB, Orléans
  - « La force de l’art 02 », Triennale, Grand Palais, Paris
- 2008 :
  - « Auf des Messers Schneide (Sur le fil du rasoir) », Œuvres de la collection J+C Mairet, Berlin
  - « Des certitudes, sans doute(s) », une collection privée d’art contemporain, musée de Picardie, École supérieure d’art et de design, Amiens
  - « Anatomie – les peaux du dessin », collection Florence et Daniel Guerlain, FRAC Picardie, Amiens
  - « The new force of painting », musée Frissiras, Athènes
  - « Ils dessinent tous », Maison de la Cure, Saint-Restitut
  - « 5/5 Loud and clear », Librairie Saint-Hubert, Bruxelles
- 2007 :
  - « Il était une fois WALT DISNEY ». Aux sources de l’art des studios Disney, musée des beaux-arts, Montréal
  - « Human size, Taille humaine », Orangerie et jardins du Luxembourg, Paris
- 2006 :
  - « Acquisitions récentes du cabinet d’Art Graphique, de Schwitters à Toguo, un choix », Centre Georges Pompidou, musée national d’Art Moderne, centre de création artistique, Paris
  - « Il était une fois WALT DISNEY ». Aux sources de l’art des studios Disney, Galeries nationales du Grand Palais, Paris
  - « Vous êtes ici », FRAC Auvergne
  - « D’étonnants Détours », FRAC Picardie
- 2005 :
  - « Looping », FRAC Auvergne
  - « Le mélange des genres », FRAC Haute-Normandie
  - Galerie Frissiras, Athènes
  - « Acquisitions 2005 », Le Ring Artothèque de Nantes
  - « Le dessin », Espace d’art contemporain Camille Lambert, Juvisy-sur-Orge
- 2004 :
  - « Les mêmes et même quelques autres », Galerie Claudine Papillon, Paris
  - « Le corps, son image, ses représentations » Maison d’art contemporain Chaillioux, Fresnes
  - « Participation dans le cadre de la restructuration du bâtiment des Allocations Familiales », Évry
  - « Sélection pour le 1 % dans le cadre de la construction d’un commissariat de police », Boissy-Saint-Léger
- 2003 :
  - « Les 3T au Ceti Central Armory Show », Villa Arson, Nice
  - « De mémoires », carte blanche à Philippe Dagen, Le Fresnoy, Tourcoing
  - « Participation dans le cadre de la restructuration de l’Institut Médico-Légal », en collaboration avec le cabinet d’architecture Dominique Tessier, Paris
  - « Lecture d’extraits du journal de Franz Kafka », France Culture
- 2002 :
  - « Exposition itinérante d’après les ruines circulaires de José Luis Borges », Valenciennes, Murcie, Palerme
- 2000 :
  - « Carte Blanche à Pierre Wat », Maison d’art contemporain Chaillioux, Fresnes
  - « La dalle en fête », création d’art urbain avec les habitants avant la démolition des bâtiments 3 et 4 de la cité de la Saussaie Saint-Denis
- 1999 :
  - « En hommage à Camille Lambert », Espace d’art contemporain C. Lambert, Juvisy-sur-Orge
  - École des Beaux-arts de Rouen
  - Maison d’art contemporain, Chaillioux
  - Interventions extérieures - Éducation nationale - Ateliers d’arts plastiques menés dans les écoles de Fresnes, de l’Hay-les-Roses et d’Alforville
- 1998 :
  - Maison d’art contemporain Chaillioux - Éducation nationale - Commande publique, école Benoît-Malon, Le Kremlin-Bicêtre
- 1996 :
  - « Galerie Les Cahiers de l’Atelier », Toulouse
  - « Freie Hoc für Grafik-Design & Bildende Kunst », Fribourg-en-Brisgau
  - « Artiste invitée par la Maison d’art contemporain Chailloux », atelier de Corinne Laroche, Choisy-le-Roi
- 1995 :
  - « Dess(e)ins d’artistes », Galerie Les Cahiers de l’Atelier, Toulouse

### Livres d'artistes et éditions de Frédérique Loutz
- Coup(o)es, Ernesto Castillo face à Frédérique Loutz, Éditions du Chemin de fer, 2013
- Louis-René des Forêts, Le jeune homme qu’on surnommait Bengali, vu par Frédérique Loutz, Éditions du Chemin de fer, 2013
- Cartes postales, avec Ernesto Castillo, Maisons Daura, région Midi-Pyrénées, 2012
- UNS, CD, avec Ernesto Castillo, éditions L'Inlassable Disque, Paris 2011
- Ptolomäische Felder avec Ernesto Castillo, Tabor Presse, 2011, Berlin, Allemagne
- Anders[1],[2], livre d'artiste (avec Ernesto Castillo), Michael Woolworth, Paris 2011
- Loveiathan, avec Ernesto Castillo, Voix éditions,  (ISBN 2-914640-98-6), 2010, Elne
- Jacomo in the Box, avec Ernesto Castillo, Matchboox, Voix éditions, Elne, 2010
- Fedre et le vilain petit icare, livre d'artiste avec Ernesto Castillo, Michael Woolworth Éditions, 2009, Paris
- Hänsel & B-rätsel, livre d'artiste, Michael Woolworth Éditions, 2007, Paris

### Entretiens ou articles sur Frédérique Loutz
- Frédérique Loutz. Entretien avec Renaud Faroux, Art Absolument n° 51 - Janvier/février 2013
- « En vadrouille le long du Lot, sur les traces d’un géologue nommé André Breton » par Philippe Dagen, Le Monde du 16 août 2012
- Magazin Paris Berlin, 2011
- Voulez vous sortir avec moi, entretien avec Charlotte Lipinska sur France Inter, le 18 avril 2011
- Zwischen den Welten, entretien avec Cornelius Wüllenkemper sur RFI Berlin, le 12 octobre 2009
- La Force de l´Art 02, Grand Palais, Paris, 2009
- « Les passions criminelles de Loutz », par Philippe Dagen, Le Monde, le 2 juin 2007